# Jizar
De acordo com a Torá, Jizar (em hebraico: יִצְהָר, hebraico moderno: Yits'har, tiberiano: Yiṣhār; "(quem) brilha"/óleo) foi o pai de Corá, Nefegue e Zicri, e era filho de Coate e neto de Levi, consequentemente, sendo o irmão de Anrão e tio de Arão, Miriam e Moisés. Não há mais detalhes da sua vida relatados na Bíblia e, de acordo com alguns estudiosos da Bíblia, a genealogia para os descendentes de Levi é realmente um mito Etiologia, refletindo a percepção popular das conexões entre facções levitas diferentes. Crítica textual de um grupo e data religioso-político semelhantes para a raiz-sacerdotal).
Apesar de duas vezes Izar se listado como estando entre os filhos de Coate, o livro de Crônicas, posteriormente vai na afirmação, apenas alguns versos posteriores, de que ele era o filho (anteriormente não mencionados) de Coate chamado Aminadabe, que se tornou o pai de Coré. Posteriormente no livro de Crônicas, Aminadabe é dado como o nome do líder dos uzielitas, um clã que a genealogia bíblica proclama como sendo descendente de Uziel, irmão de Izar.